# IC 668
IC 668 ist eine Spiralgalaxie vom Hubble-Typ Sb im Sternbild Löwe auf der Ekliptik. Sie ist schätzungsweise 440 Millionen Lichtjahre von der Milchstraße entfernt.
Das Objekt wurde am 15. Januar 1894 von dem  französischen Astronomen Stéphane Javelle entdeckt.